# Cúp C1 châu Âu 1976–77
Mùa giải 1976-77 của Giải vô địch bóng đá châu Âu đã chứng kiến Liverpool vô địch lần đầu tiên khi thắng Borussia Mönchengladbach trong trận chung kết. Đội 3 lần vô địch liên tiếp Bayern München bị Dinamo Kiev loại ở vòng bán kết. Đây mới là lần thứ 2 một đội bóng Anh vô địch giải đấu, nhưng đó là khởi đầu cho 6 mùa giải liên tiếp các đội bóng Anh vô địch và 8 năm liên tiếp trong đó có 7 lần các đội bóng Anh vô địch. Tính cả giải này, Liverpool vào trận chung kết 5 lần trong 9 năm, và giành chức vô địch 4 lần.

## Tóm tắt
| Vòng 32 đội      | Vòng 32 đội | Vòng 32 đội | Vòng 32 đội |  |                | Vòng 16 đội   | Vòng 16 đội | Vòng 16 đội | Vòng 16 đội |  |  | Tứ kết         | Tứ kết | Tứ kết | Tứ kết |  |  | Bán kết       | Bán kết | Bán kết | Bán kết |  |  | Chung kết     | Chung kết |
|                  |             |             |             |  |                |               |             |             |             |  |  |                |        |        |        |  |  |               |         |         |         |  |  |               |           |
| Rangers          | 1           | 0           | 1           |  |                |               |             |             |             |  |  |                |        |        |        |  |  |               |         |         |         |  |  |               |           |
| Zürich           | 1           | 1           | 2           |  |                | Zürich        | 2           | 1           | 3           |  |  |                |        |        |        |  |  |               |         |         |         |  |  |               |           |
| Sliema Wanderers | 2           | 0           | 2           |  | TPS            | 0             | 0           | 0           |             |  |  |                |        |        |        |  |  |               |         |         |         |  |  |               |           |
| TPS (a)          | 1           | 1           | 2           |  |                |               |             |             |             |  |  | Zürich (a)     | 2      | 2      | 4      |  |  |               |         |         |         |  |  |               |           |
| Ferencváros      | 5           | 6           | 11          |  |                |               |             |             |             |  |  | Dynamo Dresden | 1      | 3      | 4      |  |  |               |         |         |         |  |  |               |           |
| Jeunesse Esch    | 1           | 2           | 3           |  |                | Ferencváros   | 1           | 0           | 1           |  |  |                |        |        |        |  |  |               |         |         |         |  |  |               |           |
| Dynamo Dresden   | 2           | 0           | 2           |  | Dynamo Dresden | 0             | 4           | 4           |             |  |  |                |        |        |        |  |  |               |         |         |         |  |  |               |           |
| Benfica          | 0           | 0           | 0           |  |                |               |             |             |             |  |  |                |        |        |        |  |  | Zürich        | 1       | 0       | 1       |  |  |               |           |
| CSKA Sofia       | 0           | 0           | 0           |  |                |               |             |             |             |  |  |                |        |        |        |  |  | Liverpool     | 3       | 3       | 6       |  |  |               |           |
| Saint-Étienne    | 0           | 1           | 1           |  |                | Saint-Étienne | 1           | 0           | 1           |  |  |                |        |        |        |  |  |               |         |         |         |  |  |               |           |
| Dundalk          | 1           | 0           | 1           |  | PSV            | 0             | 0           | 0           |             |  |  |                |        |        |        |  |  |               |         |         |         |  |  |               |           |
| PSV              | 1           | 6           | 7           |  |                |               |             |             |             |  |  | Saint-Étienne  | 1      | 1      | 2      |  |  |               |         |         |         |  |  |               |           |
| ÍA               | 1           | 2           | 3           |  |                |               |             |             |             |  |  | Liverpool      | 0      | 3      | 3      |  |  |               |         |         |         |  |  |               |           |
| Trabzonspor      | 3           | 3           | 6           |  |                | Trabzonspor   | 1           | 0           | 1           |  |  |                |        |        |        |  |  |               |         |         |         |  |  |               |           |
| Liverpool        | 2           | 5           | 7           |  | Liverpool      | 0             | 3           | 3           |             |  |  |                |        |        |        |  |  |               |         |         |         |  |  |               |           |
| Crusaders        | 0           | 0           | 0           |  |                |               |             |             |             |  |  |                |        |        |        |  |  |               |         |         |         |  |  | Liverpool     | 3         |
| Viking           | 2           | 0           | 2           |  |                |               |             |             |             |  |  |                |        |        |        |  |  |               |         |         |         |  |  | B. M'gladbach | 1         |
| Baník Ostrava    | 1           | 2           | 3           |  |                | Baník Ostrava | 2           | 0           | 2           |  |  |                |        |        |        |  |  |               |         |         |         |  |  |               |           |
| Køge             | 0           | 1           | 1           |  | Bayern München | 1             | 5           | 6           |             |  |  |                |        |        |        |  |  |               |         |         |         |  |  |               |           |
| Bayern München   | 5           | 2           | 7           |  |                |               |             |             |             |  |  | Bayern München | 1      | 0      | 1      |  |  |               |         |         |         |  |  |               |           |
| Dynamo Kyiv      | 3           | 2           | 5           |  |                |               |             |             |             |  |  | Dynamo Kyiv    | 0      | 2      | 2      |  |  |               |         |         |         |  |  |               |           |
| Partizan         | 0           | 0           | 0           |  |                | Dynamo Kyiv   | 4           | 2           | 6           |  |  |                |        |        |        |  |  |               |         |         |         |  |  |               |           |
| Omonia           | 0           | 1           | 1           |  | PAOK           | 0             | 0           | 0           |             |  |  |                |        |        |        |  |  |               |         |         |         |  |  |               |           |
| PAOK             | 2           | 1           | 3           |  |                |               |             |             |             |  |  |                |        |        |        |  |  | Dynamo Kyiv   | 1       | 0       | 1       |  |  |               |           |
| Torino           | 2           | 1           | 3           |  |                |               |             |             |             |  |  |                |        |        |        |  |  | B. M'gladbach | 0       | 2       | 2       |  |  |               |           |
| Malmö FF         | 1           | 1           | 2           |  |                | Torino        | 1           | 0           | 1           |  |  |                |        |        |        |  |  |               |         |         |         |  |  |               |           |
| Austria Wien     | 1           | 0           | 1           |  | B. M'gladbach  | 2             | 0           | 2           |             |  |  |                |        |        |        |  |  |               |         |         |         |  |  |               |           |
| B. M'gladbach    | 0           | 3           | 3           |  |                |               |             |             |             |  |  | B. M'gladbach  | 2      | 1      | 3      |  |  |               |         |         |         |  |  |               |           |
| Stal Mielec      | 1           | 0           | 1           |  |                |               |             |             |             |  |  | Club Brugge    | 2      | 0      | 2      |  |  |               |         |         |         |  |  |               |           |
| Real Madrid      | 2           | 1           | 3           |  |                | Real Madrid   | 0           | 0           | 0           |  |  |                |        |        |        |  |  |               |         |         |         |  |  |               |           |
| Club Brugge      | 2           | 1           | 3           |  | Club Brugge    | 0             | 2           | 2           |             |  |  |                |        |        |        |  |  |               |         |         |         |  |  |               |           |
| Steaua București | 1           | 1           | 2           |  |                |               |             |             |             |  |  |                |        |        |        |  |  |               |         |         |         |  |  |               |           |

## Vòng thứ nhất
| Đội 1            | TTS     | Đội 2                    | Lượt đi | Lượt về |
| ---------------- | ------- | ------------------------ | ------- | ------- |
| Rangers          | 1–2     | Zürich                   | 1–1     | 0–1     |
| Sliema Wanderers | 2–2 (a) | TPS                      | 2–1     | 0–1     |
| Ferencváros      | 11–3    | Jeunesse Esch            | 5–1     | 6–2     |
| Dynamo Dresden   | 2–0     | Benfica                  | 2–0     | 0–0     |
| CSKA Sofia       | 0–1     | Saint-Étienne            | 0–0     | 0–1     |
| Dundalk          | 1-7     | PSV Eindhoven            | 1–1     | 0–6     |
| ÍA               | 3–6     | Trabzonspor              | 1–3     | 2–3     |
| Liverpool        | 7–0     | Crusaders                | 2–0     | 5–0     |
| Viking           | 2–3     | Baník Ostrava            | 2–1     | 0–2     |
| Køge             | 1-7     | Bayern München           | 0–5     | 1–2     |
| Dynamo Kyiv      | 5–0     | Partizan                 | 3–0     | 2–0     |
| Omonia           | 1–3     | PAOK                     | 0–2     | 1–1     |
| Torino           | 3–2     | Malmö FF                 | 2–1     | 1–1     |
| Austria Wien     | 1–3     | Borussia Mönchengladbach | 1–0     | 0–3     |
| Stal Mielec      | 1–3     | Real Madrid              | 1–2     | 0–1     |
| Club Brugge      | 3–2     | Steaua București         | 2–1     | 1–1     |

### Lượt đi
| Rangers     | 1–1     | Zürich       |
| ----------- | ------- | ------------ |
| Parlane 34' | Báo cáo | Cucinotta 1' |

| Sliema Wanderers  | 2–1     | TPS          |
| ----------------- | ------- | ------------ |
| Aquilina 60', 76' | Báo cáo | Manninen 70' |

| Ferencváros                                              | 5–1     | Jeunesse Esch |
| -------------------------------------------------------- | ------- | ------------- |
| Nyilasi 14', 22' · Magyar 35' · Onhausz 48' · Ebedli 79' | Báo cáo | Giuliani 11'  |

| Dynamo Dresden         | 2–0     | Benfica |
| ---------------------- | ------- | ------- |
| Kotte 74' · Riedel 78' | Báo cáo |         |

| CSKA Sofia | 0–0     | Saint-Étienne |
| ---------- | ------- | ------------- |
|            | Báo cáo |               |

| Dundalk     | 1–1     | PSV Eindhoven       |
| ----------- | ------- | ------------------- |
| McDowall 6' | Báo cáo | Van der Kuijlen 75' |

| ÍA            | 1–3     | Trabzonspor                    |
| ------------- | ------- | ------------------------------ |
| Sveinsson 56' | Báo cáo | Perekli 35' · Denizci 85', 87' |

| Liverpool                      | 2–0     | Crusaders |
| ------------------------------ | ------- | --------- |
| Neal 18' (ph.đ.) · Toshack 64' | Báo cáo |           |

| Viking                      | 2–1     | Baník Ostrava |
| --------------------------- | ------- | ------------- |
| Valen 13' · Johannessen 28' | Báo cáo | Slaný 81'     |

| Køge | 0–5     | Bayern München                                         |
| ---- | ------- | ------------------------------------------------------ |
|      | Báo cáo | Torstensson 3', 23' · Müller 19', 33' · Dürnberger 63' |

| Dynamo Kyiv                                         | 3–0     | Partizan |
| --------------------------------------------------- | ------- | -------- |
| Onyshchenko 7' · Troshkin 80' · Blokhin 88' (ph.đ.) | Báo cáo |          |

| Omonia | 0–2     | PAOK                     |
| ------ | ------- | ------------------------ |
|        | Báo cáo | Koudas 38' · Sarafis 87' |

| Torino                     | 2–1     | Malmö FF       |
| -------------------------- | ------- | -------------- |
| Mozzini 44' · Graziani 90' | Báo cáo | K. Jönsson 87' |

| Austria Wien  | 1–0     | Borussia Mönchengladbach |
| ------------- | ------- | ------------------------ |
| Daxbacher 23' | Báo cáo |                          |

| Stal Mielec  | 1–2     | Real Madrid                    |
| ------------ | ------- | ------------------------------ |
| Sekulski 74' | Báo cáo | Santillana 6' · Del Bosque 52' |

| Club Brugge                        | 2–1     | Steaua București |
| ---------------------------------- | ------- | ---------------- |
| Davies 55' (ph.đ.) · Verheecke 81' | Báo cáo | Troi 60'         |

### Lượt về
| Zürich        | 1–0     | Rangers |
| ------------- | ------- | ------- |
| Martinelli 8' | Báo cáo |         |

Zürich thắng Rangers 2–1 sau hai lượt.
| TPS         | 1–0     | Sliema Wanderers |
| ----------- | ------- | ---------------- |
| Suhonen 85' | Báo cáo |                  |

TPS thắng Sliema Wanderers 2–2 do ghi nhiều bàn hơn trên sân đối phương.
| Jeunesse Esch   | 2–6     | Ferencváros                                                 |
| --------------- | ------- | ----------------------------------------------------------- |
| Zwally 45', 47' | Báo cáo | Nyilasi 2', 27' · Pusztai 43', 90' · Szabó 65', 67' (ph.đ.) |

Ferencváros thắng Jeunesse Esch 11–3 sau hai lượt.
| Benfica | 0–0     | Dynamo Dresden |
| ------- | ------- | -------------- |
|         | Báo cáo |                |

Dynamo Dresden thắng Benfica 2–0 sau hai lượt.
| Saint-Étienne | 1–0     | CSKA Sofia |
| ------------- | ------- | ---------- |
| Piazza 31'    | Báo cáo |            |

Saint-Étienne thắng CSKA Sofia 1–0 sau hai lượt.
| PSV Eindhoven                                                         | 6–0     | Dundalk |
| --------------------------------------------------------------------- | ------- | ------- |
| Van der Kuijlen 19' · Postuma 33' · Van de Kerkhof 38', 52', 59', 90' | Báo cáo |         |

PSV thắng Dundalk 7–1 sau hai lượt.
| Trabzonspor             | 3–2     | ÍA                          |
| ----------------------- | ------- | --------------------------- |
| Tok 8', 49' · Çınar 70' | Báo cáo | Thordarson 18', 55' (ph.đ.) |

Trabzonspor thắng ÍA 6–3 sau hai lượt.
| Crusaders | 0–5     | Liverpool                                                    |
| --------- | ------- | ------------------------------------------------------------ |
|           | Báo cáo | Keegan 34' · Johnson 81', 90' · McDermott 84' · Heighway 87' |

Liverpool thắng Crusaders 7–0 sau hai lượt.
| Baník Ostrava    | 2–0     | Viking |
| ---------------- | ------- | ------ |
| Vojáček 28', 54' | Báo cáo |        |

Baník Ostrava thắng Viking 3–2 sau hai lượt.
| Bayern München                   | 2–1     | Køge        |
| -------------------------------- | ------- | ----------- |
| Beckenbauer 7' · Torstensson 74' | Báo cáo | Poulsen 34' |

Bayern München thắng Køge 7–1 sau hai lượt.
| Partizan | 0–2     | Dynamo Kyiv                         |
| -------- | ------- | ----------------------------------- |
|          | Báo cáo | Muntyan 11' (ph.đ.) · Slobodyan 65' |

Dynamo Kyiv thắng Partizan 5–0 sau hai lượt.
| PAOK        | 1–1     | Omonia                |
| ----------- | ------- | --------------------- |
| Sarafis 72' | Báo cáo | Dimitriou 33' (ph.đ.) |

PAOK thắng Omonia 3–1 sau hai lượt.
| Malmö FF              | 1–1     | Torino     |
| --------------------- | ------- | ---------- |
| Ljungberg 57' (ph.đ.) | Báo cáo | P. Sala 3' |

Torino thắng Malmö FF 3–2 sau hai lượt.
| Borussia Mönchengladbach                         | 3–0     | Austria Wien |
| ------------------------------------------------ | ------- | ------------ |
| Stielike 39' · Bonhof 54' (ph.đ.) · Heynckes 57' | Báo cáo |              |

Borussia Mönchengladbach thắng Austria Wien 3–1 sau hai lượt.
| Real Madrid | 1–0     | Stal Mielec |
| ----------- | ------- | ----------- |
| Pirri 64'   | Báo cáo |             |

Real Madrid thắng Stal Mielec 3–1 sau hai lượt.
| Steaua București | 1–1     | Club Brugge |
| ---------------- | ------- | ----------- |
| Vigu 25'         | Báo cáo | Lambert 71' |

Club Brugge thắng Steaua București 3–2 sau hai lượt.

## Chung kết
| Liverpool                                    | 3–1     | Borussia Mönchengladbach |
| -------------------------------------------- | ------- | ------------------------ |
| McDermott 28' · Smith 64' · Neal 82' (ph.đ.) | Báo cáo | Simonsen 52'             |

## Ghi bàn hàng đầu
| Hạng | Tên                  | Đội            | Số bàn |
| ---- | -------------------- | -------------- | ------ |
| 1    | Franco Cucinotta     | Zürich         | 5      |
| 1    | Gerd Müller          | Bayern München | 5      |
| 3    | Kevin Keegan         | Liverpool      | 4      |
| 3    | René van de Kerkhof  | PSV Eindhoven  | 4      |
| 3    | Phil Neal            | Liverpool      | 4      |
| 3    | Tibor Nyilasi        | Ferencváros    | 4      |
| 3    | Conny Torstensson    | Bayern München | 4      |
| 8    | Leonid Buryak        | Dynamo Kyiv    | 3      |
| 8    | Steve Heighway       | Liverpool      | 3      |
| 8    | David Johnson        | Liverpool      | 3      |
| 8    | Hans-Jürgen Kreische | Dynamo Dresden | 3      |
| 8    | Peter Risi           | Zürich         | 3      |
| 8    | Petro Slobodyan      | Dynamo Kyiv    | 3      |